# Нютцен
Нютцен (нем. Nützen) — община в Германии, в земле Шлезвиг-Гольштейн. 
Входит в состав района Зегеберг. Подчиняется управлению Кальтенкирхен-Ланд.  Население составляет 1187 человек (на 31 декабря 2010 года). Занимает площадь 21,62 км².